# 이반 캄바르
이반 캄바르 로드리게스(스페인어: Iván Cambar Rodríguez,  1982년 12월 29일~)는 쿠바의 역도 선수이다. 2012년 하계 올림픽 남자 미들급 종목에서 동메달을 획득했으며 팬아메리칸 게임에서 금메달 2개를 획득했다.